# لادیسلائو وایدا
لادیسلائو وایدا (مجاری: Ladislao Vajda؛ ۱۸ اوت ۱۹۰۶ – ۲۵ مارس ۱۹۶۵) یک کارگردان، فیلم‌نامه‌نویس و تدوین‌گر اهل مجارستان بود. وی بین سال‌های ۱۹۳۲ تا ۱۹۶۵ میلادی فعالیت می‌کرد.
او در کشورهای اسپانیا، انگلستان، پرتغال، ایتالیا و آلمان غربی فیلم ساخت و فیلم‌هایش، متأثر از آثارِ فریتس لانگ بود.
فیلم‌های او در جشنواره‌های بین‌المللی گوناگون به نمایش درآمده و یکی از فیلم‌هایش نامزدِ دریافت نخل طلا در جشنواره فیلم کن بود. یکی دیگر از فیلم‌های او نیز، برندهٔ خرس طلاییِ جشنواره بین‌المللی فیلم برلین شد.
از فیلم‌های او، می‌توان به کشتی راهنما، سامسون و دلیله و دروغ اشاره کرد.

## زندگینامه
وی در بوداپست زاده شد ، پدرش بازیگر و فیلمنامه نگار بود.
وژدا فعالیت خود را به عنوان سردبیر فیلم (حتی اگر او به عنوان طراح هنری و نویسنده نیز کار کرده بود) برای کارگردانان مختلف ، مانند بیلی وایلدر و هنری کوستر آغاز کرد. سرانجام ، او اولین تلاش کارگردانی خود را در کشور خود ، مجارستان انجام داد. و در آنجا دو فیلم را کارگردانی کرد: La zia smemorata (1940 ، آن) و Giuliano de 'Medici (1941 ، آن). سرانجام ، او به اسپانیا رفت و در آنجا کارگردانی فیلم ها را ادامه داد. اولین فیلم از دوره اسپانیایی وی Se مکان un palacio (یک کاخ برای فروش) بود که در سال 1943 اکران شد. در طول دهه 1940 ، وژدا چندین فیلم را در پرتغال ، انگلستان و به طور عمده اسپانیا کارگردانی کرد.
با این وجود او در دهه 50 به اوج هنری خود می رسید. فیلمهای واژدا در این دوره به وضوح تحت تأثیر فریتز لانگ کارگردان آلمانی قرار دارند. کارهای اصلی وی در این دوره عبارتند از: معجزه مارسلینو (1955) ، عمو هیاتیانت (1956) ، بعد از ظهر گاوها (1956) ، مردی که دم خود را wagged (1957) با پیتر اوستینف ، و آن را در نور روز روشن (1958) انجام داد. ) آنها توسط منتقدین و همگان مورد تحسین قرار گرفتند: معجزه مارسلینو و عمو هیاتینت در جوایز جشنواره های کن و جشنواره فیلم برلین جوایز مختلفی کسب کردند.